# ミハイロ・イヴァノヴィッチ
ミハイロ・イヴァノヴィッチ（セルビア語: Михаило Ивановић, ラテン文字転写: Mihailo Ivanović、2004年11月29日 - ）は、セルビアとクロアチアのサッカー選手。ポジションはフォワード。

## 経歴

### ヴォイヴォディナ
2021年3月、FKヴォイヴォディナ・ノヴィ・サドと初のプロ契約を締結した。
2022年5月22日、FK TSC戦で90分にヴェリコ・シミッチと交代出場しトップデビューを果たした。

### サンプドリア
2022年8月8日、セリエAのUCサンプドリアに買い取りオプションつきの1年契約でレンタル移籍した。

### ヴォイヴォディナ復帰
レンタル移籍期間が終了しサンプドリアからヴォイヴォディナにレンタルバックすると3年契約を締結、2024年4月18日には契約を2027年6月まで延長した。

### ミルウォール
2024年8月30日、EFLチャンピオンシップのミルウォールFCに移籍金250万ポンドの複数年契約で加入した。